# Codonosigidae
Famille
Synonymes
- Codonosigaceae
- Codosigidae
- Salpingoecidae

Les Codonosigidae sont une famille de protozoaires de la classe des Choanoflagellatea et de l’ordre des Craspedida.

## Étymologie
Le nom de la famille vient du genre type Codonosiga, dérivé du grec κωδω / kodo, cloche, et σιγα / siga, « en silence, doucement, sans bruit », littéralement « cloche silencieuse », en référence à la forme en cloche de l'organisme et, peut-être (pour le suffixe -siga) par allusion à sa discrétion ou sa lenteur.

## Description
Von Stein, en 1878, décrit ainsi le genre type : 

« Le genre Codonosiga et les trois genres suivants (Codonocladium, Codonodesmus… ) comprennent ce qu'on appelle les « monades à collier » ou craspedomonadines, des animaux incolores ressemblant à des monades avec une petite tête en forme de bonnet (Fig. 1. d.), à la base de laquelle est attaché un long cylindre à peau fine couronnant le corps, le collier cervical (k), capable de se dilater dans n'importe quelle forme d'entonnoir et de se rétrécir en forme de cône. L'axe du col cervical est occupé par le flagelle, qui le dépasse largement et naît du sommet de la tête. Les monades à colliers (ou à collerette) soit forment des ruches familiales, soit restent constamment solitaires, et, dans ce dernier cas, elles occupent une cosse. »

## Liste des genres
Selon AlgaeBase (6 septembre 2022) :
- Astrosiga Kent, 1878
- Codonocladium Stein, 1878  syn. de Codosiga Stein
- Codonodesmus Stein, 1878
- Codonosiga Stein, 1878 genre type  syn. de Codosiga Stein
  - Espèce holotype Codonosiga botrytis (Ehrenberg) F.Stein, 1878
  - Espèce type Codosiga botrytis (Ehrenberg) Bütschli, 1878
- Codonosigopsis Senn, 1900
- Codosiga H.J.Clark, 1868
- Desmarella Kent, 1878
- Dicraspedella W.N.Ellis, 1930
- Diplosiga Frenzel, 1891
- Diplosigopsis Francé, 1897
- Kentrosiga J.Schiller, 1953
- Monosiga Kent, 1878
- Proterospongia Kent, 1882
- Protospongia Kent, 1881
- Sphaerodendron Zhukov,  Mylnikov & Moiseyev, 1978
- Sphaeroeca Lauterborn, 1894
- Stylochromonas Lackey, 1940

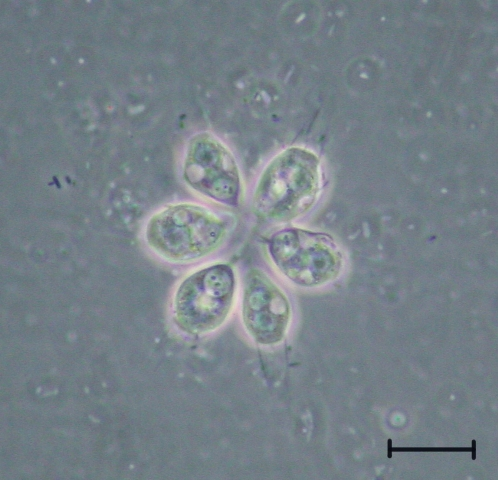
Colonie de Codosiga sp. (isolée d'un échantillon de sol sibérien)
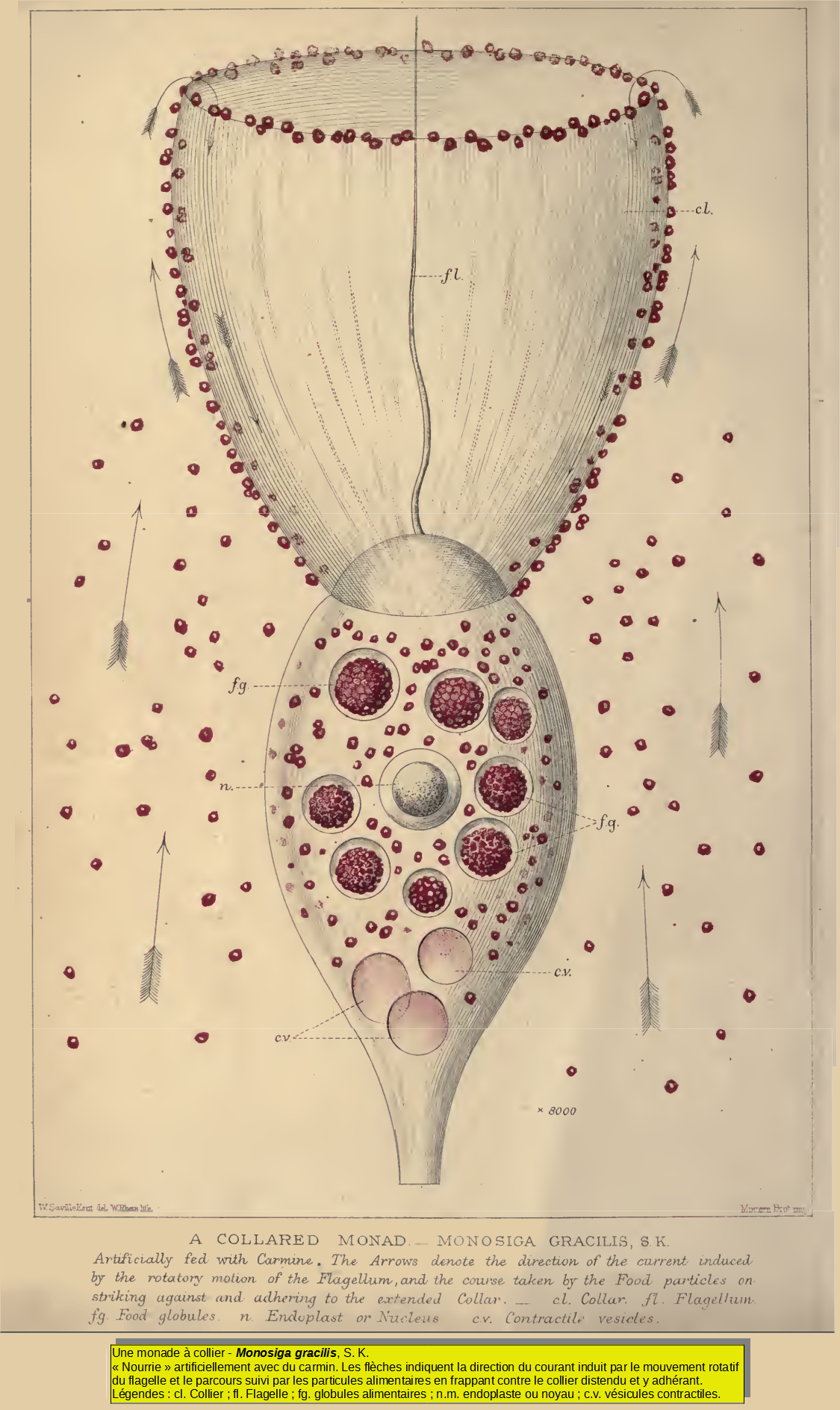
Codosiga gracilis Kent, 1880 (= Codosiga pulcherrima Clark, 1866)